# Lagrioida
Lagrioida is een geslacht van kevers van de familie snoerhalskevers (Anthicidae).

## Soorten
- L. australis Champion, 1895
- L. brouni Pascoe, 1876
- L. nortoni Costa, Vanin & Ide, 1995